# Emil Löfgren

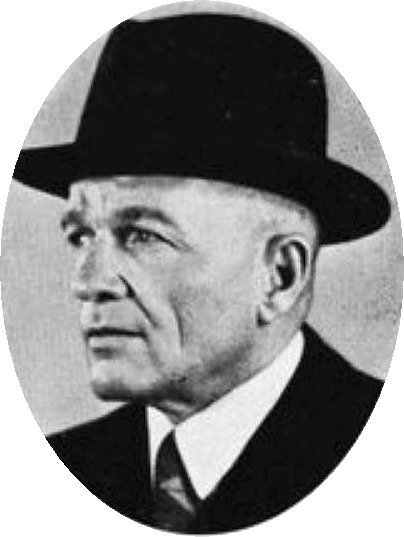
Emil Löfgren.

Emil Edward Löfgren, född 31 juli 1884 i Oskarshamn, död 22 december 1965 i Stockholm, var en svensk skeppsmäklare och skeppsredare.

## Biografi
Löfgren besökte Oskarshamns läroverk till år 1900 och anställdes därefter hos skeppsmäklaren Adolf Lundberg & Co i Oskarshamn. Mellan 1902 och 1904 praktiserade han på olika rederi- och skeppsmäklarfirmor i Hamburg och Lübeck samt 1905 även i England. 1907 övertog han tillsammans med sin äldre bror Arvid skeppsmäklarfirman Sköldebrand & Elfverson i Gävle vars namn ändrades till AB Bröderna Löfgren. År 1916 lämnade han denna firma för att grunda firman Emil Löfgren och Ångfartygsaktiebolaget Felicia, båda i Stockholm med kontor vid Gustaf Adolfs torg 16. I huvudstaden bedrev han skeppsmäkleri och rederirörelse fram till 1941, då han avvecklade verksamheten och bosatte sig på sin gård Framnäs i Södermanland.
Löfgren var även byggherre för en påkostad herrgård som han lät uppföra mellan 1918 och 1920 i Trosa socken, strax norr om Trosa. Han kallade gården Ethelsborg efter hustrun Ethel Felicia. Byggnaden blev mera känd som Stensunds slott, sedan 1950 plats för Stensunds folkhögskola. Makarna Löfgren är begravda på Gamla kyrkogården i Oskarshamn. 